# Diócesis de Cartago (Costa Rica)
La diócesis de Cartago (en latín: Dioecesis Carthaginensis in Costa Rica) es una circunscripción eclesiástica de la Iglesia católica en Costa Rica. Se trata de una diócesis latina, sufragánea de la arquidiócesis de San José. Desde el 4 de marzo de 2017 su obispo es Mario Enrique Quirós Quirós.

## Territorio y organización

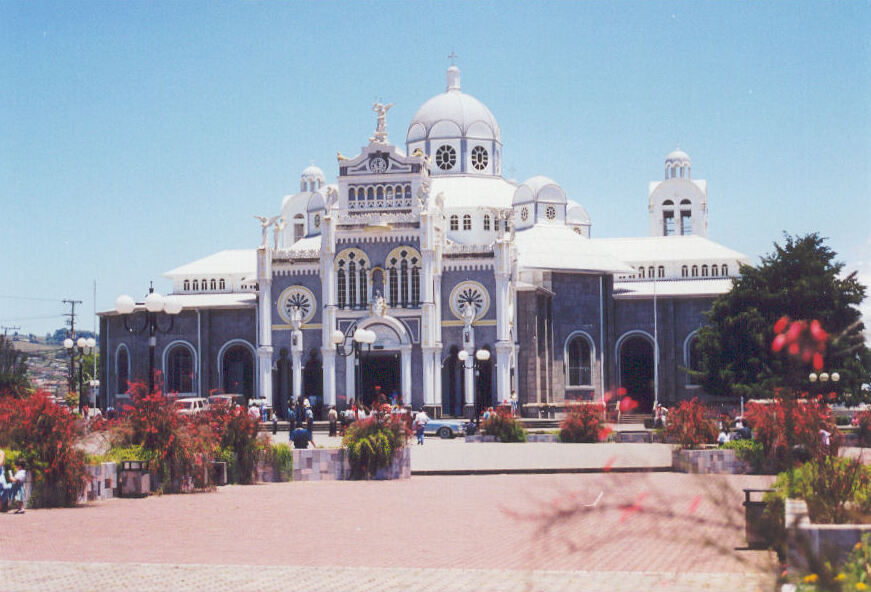
Basílica de Nuestra Señora de los Ángeles, en Cartago

La diócesis tiene 3105 km² y extiende su jurisdicción sobre los fieles católicos de rito latino residentes en la mayor parte de la provincia de Cartago y parte de la provincia de San José.
La sede de la diócesis se encuentra en la ciudad de Cartago, en donde se halla la Catedral de Nuestra Señora del Carmen y la basílica de Nuestra Señora de los Ángeles, el más importante santuario de Costa Rica. En El Tejar se encuentra la basílica de la Inmaculada Concepción.
En 2025 en la diócesis existían 39 parroquias agrupadas en 5 vicarías foráneas:

### Turrialba
Ubicación:
- Provincia: Cartago
- Cantón: Turrialba y Jiménez

Conformada por las siguientes parroquias:

#### Nuestra Señora de los Ángeles, Pavones, Turrialba
- Distrito: Pavones
- Poblado: Pavones

La parroquia posee las siguientes filiales: Pavones, Chitaría, Jabillos, San Rafael, Sitio de Mata, Tres Equis, Pacuare, San Pablo, Hacienda, Buenos Aires, Pilón, La Flor, El Sol.

#### San Buenaventura, Turrialba centro
- Distrito: Turrialba
- Poblado: Turrialba

La Parroquia posee las siguientes filiales: Turrialba, San Juan Norte, El Recreo, San Juan Sur, El Mora, Carmen Lyra, Recope, La Susanita, Campabadal, San Martín, Azul, Murcia, Florencia, Alto Varas, Noche Buena, San Rafael.

#### San Isidro Labrador, La Suiza, Turrialba
- Distrito: La Suiza
- Poblado: La Zuiza

La parroquia posee las siguientes filiales: La Suiza, Santa Cristina, El Carmen, Las Nubes, El Silencio, El Carmen, La Colonias, Atirro, San Vicente, Pacayitas, Carrizal, Canadá, La Cruzada, El Rosario, Mollejones, Eslabón.

#### Inmaculado Corazón de María, Santa Cruz, Turrialba
- Distrito: Santa Cruz
- Poblado: Santa Cruz

La parroquia posee las siguientes filiales: Santa Cruz, Bonilla, La Fuente, Santa Eduviges, Calle Vargas, La Pastora, El Carmen, San Rafael, San Antonio, Volcán, El Torito, Guayabito, Las Virtudes, Las Abras.

#### Santa Rosa de Lima, Santa Rosa, Turrialba
- Distrito: Santa Rosa
- Poblado: Santa Rosa

La parroquia posee las siguientes filiales: Santa Rosa, Río Claro, La Esmeralda, Colorado, Verbena Sur, Verbena Norte, Santo Domingo, Corazón de Jesús, Poró, Aquiares, 

#### Santa Teresita del Niño Jesús, Santa Teresita, Turrialba
- Distrito: Santa Teresita
- Poblado: Santa Teresita

La parroquia posee las siguientes filiales: Santa Teresita, El Llano, Bonilla, Oriente, El Sauce, Guayabo Abajo, San Ramón, El Dos, La Orieta, El Cas, Palomo, Dulce Nombre, La Fuente, Colonias de Guayabo, Peralta, El Seis, Cimarrón, La Guaria, El Parque, Corralón.

#### San Antonio de Padua, Tayutic, Turrialba
- Distrito: Tayutic
- Poblado: Platanillo

La parroquia posee las siguientes filiales: Platanillo, San Martín, Tuis, Jicotea, Dulce Nombre, San Pío, San Joaquín, Dulce Nombre, San Antonio, El Progreso, Cien Manzanas, San Juan Bosco, Mata de Guineo, Guadalupe, Pacuare.

#### San Miguel Arcángel, Pejibaye, Jiménez
- Distrito: Pejibaye
- Poblado: Pejibaye

La parroquia posee las siguientes filiales: Pejibaye, El Chucuyo, Juray, San Joaquín y Santa Ana, Plaza Vieja, El Humo.

#### Nuestra Señora del Carmen, Juan Viñas, Jiménez
- Distrito: Juan Viñas
- Poblado: Juan Viñas

La parroquia posee las siguientes filiales: Juan Viñas, Santa Marta, Buenos Aires, Santa Elena, Los Alpes, Naranjo, La Victoria, San Martín.

#### Inmaculada Concepción de María, Tucurrique, Jiménez
- Distrito: Tucurrique
- Poblado: Tucurrique

La parroquia posee las siguientes filiales: Tucurrique, Las Vueltas, Sabanillas, San Miguel, El Congo, La Flora, San Miguel, El Duan.

### Central
- Provincia: Cartago
- Cantón: Cartago Central

La conforman las siguientes parroquias:

#### Dulce Nombre de Jesús, Dulce Nombre, Cartago
- Distrito: Dulce Nombre
- Poblado: Dulce Nombre

Está conformada por las siguientes filiales: Dulce Nombre, Navarro, Cristo Rey.

#### María Auxiliadora, Occidental, Cartago
- Distrito: Occidental
- Poblado: El Molino

Está conformada por las siguientes filiales: María Auxiliadora, Fátima, Nazareth.

#### Nuestra Señora de Guadalupe, Guadalupe, Cartago
- Distrito: Guadalupe
- Poblado: Guadalupe

Está conformada por las siguientes filiales: Guadalupe, Santa Ana.

#### Nuestra Señora de los Ángeles, Basílica, Cartago
- Distrito: Oriental
- Poblado: Los Ángeles

Esta parroquia no posee filiales.

#### Nuestra Señora del Carmen, Catedral, Cartago
- Distrito: Occidental
- Poblado: Cartago Centro

Está conformada por las siguientes filiales: Catedral, La Inmaculada, San Gerardo, Divino Niño.

#### San Esteban Protomártir, El Carmen, Cartago
- Distrito: El Carmen
- Poblado: El Carmen

Está conformada por las siguientes filiales: El Carmen, Fecosa, Villa Fontana, Los Diques.

#### San Blas Obispo y Mártir, San Blas, El Carmen, Cartago
- Distrito: El Carmen
- Poblado: San Blas

Está conformada por las siguientes filiales: San Blas, La Trinidad, Alto San Blas.

#### San Nicolás de Tolentino, Taras, San Nicolás, Cartago
- Distrito: San Nicolás
- Poblado: Taras

Está conformada por las siguientes filiales: Taras, Ochomogo, La Lima.

#### Inmaculada Concepción de María, Quircot, Cartago
- Distrito: San Nicolás
- Poblado: Quircot

Está conformada por las siguientes filiales: Quircot, Loyola, La Angelina, Cooperosales.

#### San Rafael Arcángel, San Rafael, Oreamuno
- Distrito: San Rafael
- Poblado: San Rafael

Está conformada por las siguientes filiales: San Rafael, El Bosque, Blanquillo, Alto Cerrillos, Flores, Monseñor Sanabria, María Auxiliadora, Inmaculado Corazón de María.

### Ujarrás
- Provincia: Cartago
- Cantón: Paraíso y Alvarado

Está conformada por las siguientes parroquias:

#### San José Esposo de la Virgen, Orosi, Paraíso
- Distrito: Orosi.
- Poblado: Orosi.

Está conformada por las siguientes parroquias: Orosi, Jucó, Río Macho, Palomo, Guabata, Calle Sánchez, Puente Negro, Purisil, Alto Araya.

#### Santa Lucía Virgen y Mártir, Llanos de Santa Lucía, Paraíso
- Distrito: Llanos de Santa Lucía.
- Poblado: Llanos de Santa Lucía.

Está conformada por las siguientes parroquias: Llanos de Santa Lucía, El Salvador, La Laguna, Santa Flora.

#### San Francisco Javier, Cervantes, Alvarado
- Distrito: Cervantes.
- Poblado: Cervantes.

Está conformada por las siguientes parroquias: Cervantes, María Auxiliadora, Santiago, Las Mesas, La Flor, El Yas, Piedra Azul.

#### Nuestra Señora de la Limpia Concepción del Rescate de Ujarrás y San Juan Pablo II, Paraíso Centro
- Distrito: Paraíso.
- Poblado: Paraíso.

Está conformada por las siguientes parroquias: Paraíso, Birrisito, Ujarrás, San Fracisco.

#### Santa Isabel de Portugal, Cachí, Paraíso
- Distrito: Cachí.
- Poblado: Cachí.

Está conformada por las siguientes parroquias: Cachí, Peñas Blancas, Ajenjal, San Jerónimo, Loaiza, Río Regado, Urasca.

### Irazú
- Provincia: Cartago
- Cantón: Cartago, Oreamuno y Alvarado

Está conformada por las siguientes parroquias:

#### San José Esposo de la Virgen, Llano Grande, Cartago
- Distrito: Llano Grande
- Poblado: Llano Grande

Está conformada por las siguientes filiales: Llano Grande, La Laguna, Los Ángeles, La Trinidad, Santa Faustina (localidad desconocida), Santa María la Cabeza (localidad desconocida), San Juan María Vianney (localidad desconocida).

#### San Vicente de Paul, Capellades, Alvarado
- Distrito: Capellades
- Poblado: Capellades

Está conformada por las siguientes filiales: Capellades, Lourdes, Santa Teresa, Coliblanco, Buena Vista.

#### Santa Rosa de Lima, Santa Rosa, Oreamuno
- Distrito: Santa Rosa
- Poblado: Santa Rosa

Está conformada por las siguientes filiales: Santa Rosa, San Martín, San Gerardo, Guadalupe, San Pablo.

#### Dulce Nombre de Jesús, Tierra Blanca, Cartago
- Distrito: Tierra Blanca
- Poblado: Tierra Blanca

Está conformada por las siguientes filiales: Tierra Blanca, San Juan de Chicuá, Potrero Cerrado.

#### Nuestra Señora de los Ángeles, Cipreses, Oreamuno
- Distrito: Cipreses
- Poblado: Cipreses

Está conformada por las siguientes filiales: Cipreses, Capira, La Puente, Oratorio, Boquerón, Las Aguas.

#### Sagrado Corazón de Jesús, Pacayas, Alvarado
- Distrito: Pacayas
- Poblado: Pacayas

Está conformada por las siguientes filiales: Pacayas, Llano Grande, San Rafael, Irazú Sur, Buenos Aires, San Pío X, Patalillo, Lourdes.

#### San Antonio de Padua, Cot, Oreamuno
- Distrito: Cot
- Poblado: Cot

Está conformada por las siguientes filiales: Cot, Paso Ancho, San Francisco.

### El Guarco
Provincia: Cartago y San José
Cantón: Cartago, El Guarco y Desamparados.
Está conformada por las siguientes parroquias:

#### Santo Cristo de Esquipulas, Tobosi, El Guarco
- Distrito: Tobosi
- Poblado: Tobosi

Está conformada por las siguientes filiales: Tobosi, Quebradilla, Bermejo, Sabana Grande, Tablón, Coris, Barrancas.

#### Inmaculada Concepción, El Tejar, El Guarco
- Distrito: El Tejar
- Poblado: El Tejar

Está conformada por las siguientes filiales: El Tejar, Corazón de Jesús, San Antonio de Padua, Barrio Nuevo, Santo Cristo, Hacienda Vieja, La Asunción, Guayabal, Santa Gertrudis, Las Catalinas.

#### Nuestra Señora de la Candelaria, Corrallilo, Cartago
- Distrito: Corrallilo
- Poblado: Corrallilo

Está conformada por las siguientes filiales: Corrallilo, La Guaria, San Antonio, Santa Elena, San Joaquín, San Martín, Copalchí, Patio de Agua.

#### San Cristóbal Mártir, San Cristóbal Norte, Desamparados
- Distrito: San Cristóbal
- Poblado: San Cristóbal Norte

Está conformada por las siguientes filiales: San Cristóbal Norte, Caragral, Casa Mata, Llano Los Ángeles, Palmital Norte, Palmital Sur, La Paz, La Esperanza, Macho Gaff, La Damita, Cañón, La Guaria, El Empalme, La Luchita, Vara del Roble.

#### San Franciso de Asís, Agua Caliente, Cartago
- Distrito: Agua Caliente
- Poblado: Agua Caliente

Está conformada por las siguientes filiales: Agua Caliente, Cocorí, San Antonio,  Lourdes, Navarro.

#### San Isidro Labrador, San Isidro, El Guarco
- Distrito: San Isidro
- Poblado: San Isidro

Está conformada por las siguientes filiales: San Isidro, Higuito, Guatuso, La Cangreja, Palo Verde, La Estrella.

#### Santa María Goretti, La Pitahaya, Cartago
- Distrito: Agua Caliente
- Poblado: La Pitahaya

No hay información sobre las filiales de esta parroquia.

## Historia
La diócesis fue erigida el 24 de mayo de 2005 con la bula Saepe contingit del papa Benedicto XVI, obteniendo el territorio de la arquidiócesis de San José de Costa Rica y de la diócesis de Limón.
El 23 de septiembre de 2005 la Congregación para el Culto Divino y la Disciplina de los Sacramentos confirmó a Santiago Apóstol como patrono principal de la diócesis.
Del 14 al 21 de abril de 2013 se celebró en la diócesis el IV Congreso Eucarístico Nacional.
El 13 de mayo de 2017 es ordenado obispo el presbítero Mario Enrique Quirós Quirós, con lo que marca dos acontecimientos el primer obispo que se ordena en la diócesis y, se convierte en el segundo obispo de la diócesis de Cartago.

## Estadísticas
Según el Anuario Pontificio 2022 la diócesis tenía a fines de 2021 un total de 312 988 fieles bautizados.
| Año                                                                             | Población            | Población | Población      | Sacerdotes | Sacerdotes    | Sacerdotes    | Bautizados por sacerdote | Diáconos permanentes | Religiosos | Religiosos | Parroquias |
| Año                                                                             | Bautizados católicos | Total     | % de católicos | Total      | Clero secular | Clero regular | Bautizados por sacerdote | Diáconos permanentes | Varones    | Mujeres    | Parroquias |
| ------------------------------------------------------------------------------- | -------------------- | --------- | -------------- | ---------- | ------------- | ------------- | ------------------------ | -------------------- | ---------- | ---------- | ---------- |
| 2005                                                                            | 272 388              | 378 523   | 72.0           | 70         | 49            | 21            | 3891                     |                      |            | 53         | 36         |
| 2006                                                                            | 389 155              | 432 395   | 90.0           | 77         | 57            | 20            | 5053                     |                      | 55         | 47         | 37         |
| 2013                                                                            | 437 000              | 486 000   | 89.9           | 105        | 73            | 32            | 4161                     | 1                    | 57         | 71         | 39         |
| 2016                                                                            | 472 000              | 517 000   | 91.3           | 93         | 72            | 21            | 5075                     | 1                    | 46         | 70         | 39         |
| 2019                                                                            | 306 225              | 423 601   | 72.3           | 101        | 82            | 19            | 3031                     |                      | 35         | 76         | 39         |
| 2021                                                                            | 312 988              | 428 751   | 73.0           | 91         | 75            | 16            | 3439                     |                      | 39         | 76         | 39         |
| Fuente: Catholic-Hierarchy, que a su vez toma los datos del Anuario Pontificio. |                      |           |                |            |               |               |                          |                      |            |            |            |

## Episcopologio
- José Francisco Ulloa Rojas (24 de mayo de 2005-4 de marzo de 2017 retirado)
- Mario Enrique Quirós Quirós, desde el 4 de marzo de 2017